# 加德納斯島
加德納斯島（英語：Gardiners Island）是紐約州薩福克縣東漢普頓鎮的一個小島。它位於長島東端的兩個半島之間的加德納斯灣。 它長6英里（9.7公里），寬3英里（4.8公里），海岸線長27英里（43公里）。
自1639年里昂·加迪納（Lion Gardiner）從蒙托克特酋長Wyandanch購買該島以來，該島就一直由加德納家族及其後代所有。它是美國最大的私人島嶼之一，比福布斯家族擁有的馬薩諸塞州的瑙申島要小一些。

## 參考資料

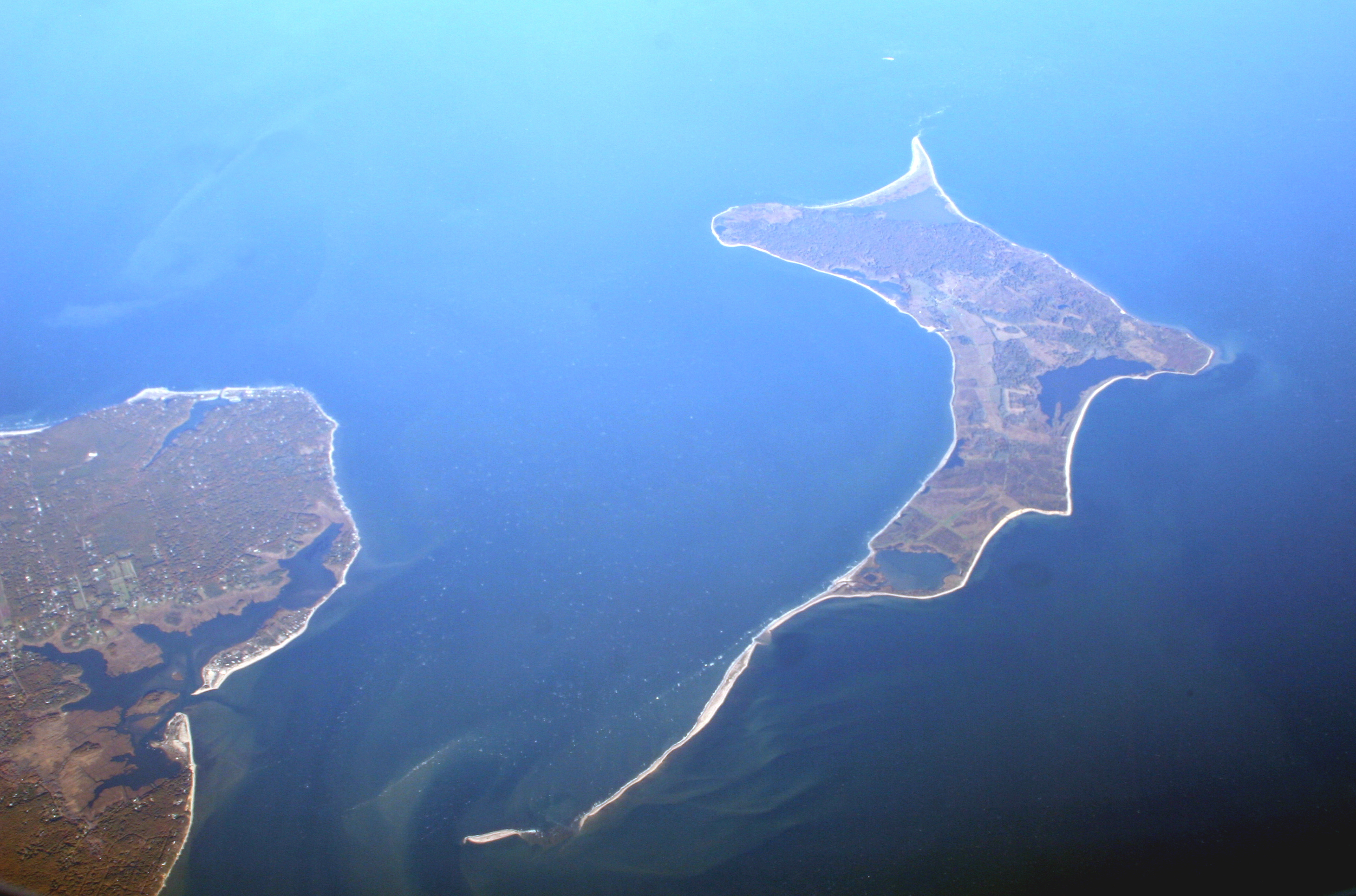
加德納斯島俯瞰